# Мост Пьера Лапорта
Мост Пьера Лапорта (фр. Pont Pierre-Laporte) — висячий автодорожный мост через реку Святого Лаврентия, соединяющий города Квебек и Леви, Канада.
Длина моста — 1041 м, основной пролёт — 667,5 м (длиннейший в Канаде). Пропускная способность — около 90 тысяч единиц транспорта.
Открыт мост был в 1970 году параллельно старому Квебекскому мосту в двухстах метрах западнее. Первоначально его предполагали назвать Новым Квебекским мостом или мостом Фронтенак. Однако сооружение названо в честь политика и юриста Пьера Лапорта, убитого 17 октября 1970 года во время Октябрьского кризиса.